# FrauenRat NRW
Der FrauenRat NRW ist ein Zusammenschluss von etwa 50 Frauenverbänden und Frauenarbeitsgruppen gemischter Verbände auf der Ebene des Landes Nordrhein-Westfalen; er vertritt damit rund 2 Millionen Frauen aus unterschiedlichen gesellschaftlichen Bereichen. Der FrauenRat NRW e.V. ist ein gemeinnütziger eingetragener Verein, er ist gemäß seiner Satzung überparteilich und überkonfessionell.
Entsprechend diesem Anspruch zählen zu den Mitgliedsverbänden gewerkschaftliche und parteigebundene Organisationen, konfessionelle und überkonfessionelle Berufsverbände, Sozialanspruchs- und Sozialleistungsverbände, Sportverbände, Verbände aus den Bereichen Kirche und Kultur sowie ideelle Förderverbände.
Mitglied werden kann jeder Verband, der sich gemäß seiner Satzung der „spezifischen Frauenarbeit“ widmet, gemischte Verbände müssen einen Frauenanteil von mindestens 70 % aufweisen.

## Ziele und Arbeitsweise
Der Verein will „die Belange von Frauen in allen Lebensbereichen – in Familie, Beruf und Gesellschaft – unterstützen und fördern“. Er mischt sich durch Öffentlichkeitsarbeit (Resolutionen, Medienpräsenz und Fachtagungen zu frauenrelevanten Themen) aktiv in die Frauenpolitik ein. Die Resultate seiner inhaltlichen Arbeit stellt er den Landespolitikerinnen und -politikern zur Verfügung, Forderungen von bundespolitischer Tragweite trägt er den Bundestagsfraktionen, der Bundesregierung und dem Deutschen Frauenrat vor.
Als Dachverband hat er sich darüber hinaus die Vernetzung seiner Mitgliedsverbände und die Bündelung der Interessen seiner Mitglieder auf Landesebene zur Aufgabe gemacht.

### Ausschüsse
Die inhaltliche Arbeit erfolgt in den Fachausschüssen. Es sind dies derzeit:
- Ausschuss Bildung, Kultur, Medien
- Ausschuss Familie, Gesundheit, Soziales
- Ausschuss Frau und Beruf
- Ausschuss Umwelt und Forschung / Bauen, Stadtentwicklung, Verkehr
- Landesarbeitsgemeinschaft der kommunalen Arbeitsgemeinschaften der Frauenverbände

## Geschichte
Die Ursprünge des Vereins gehen auf das Jahr 1969 zurück, als sich Vertreterinnen des Deutschen Frauenringes, des Katholischen Deutschen Frauenbundes, der Evangelischen Frauenarbeit im Rheinland und des Jüdischen Frauenbundes mit dem Ziel trafen, „einen losen Zusammenschluss der Frauengruppen zu organisieren bei vollkommener Wahrung der Eigenständigkeit und Respektierung der eigenen Arbeitsziele“. Im Jahr 1970 erfolgte dann unter Beteiligung von bereits 40 Verbandsvertreterinnen die Gründung des Vereins „Frauenrat Nordrhein-Westfalen – Landesvereinigung der Frauenverbände und Frauengruppen gemischter Verbände“.
Der Verein hieß bis 2011 „FrauenRat NW“. Nachdem sich die Abkürzung NRW (offiziell: NW) für „Nordrhein-Westfalen“ im allgemeinen Sprachgebrauch durchgesetzt hatte, wurde er umbenannt in „FrauenRat NRW“.

## Mitgliedsverbände
(Auswahl)
- AG berufstätiger Frauen in der CDA
- Arbeitsgemeinschaft sozialdemokratischer Frauen ASF
- Bund katholischer deutscher Akademikerinnen
- Bündnis 90/Die Grünen, LAG Frauenpolitik
- Deutscher Beamtenbund (Landesbund Nordrhein-Westfalen)
- Deutscher Evangelischer Frauenbund (Landesverbände Nordrhein und Westfalen)
- Deutscher Frauenring (Landesverbände Nordrhein und Westfalen)
- Deutscher Gewerkschaftsbund (Landesverband Nordrhein-Westfalen)
- deutscher ingenieurinnenbund
- Deutscher Juristinnenbund
- Evangelische Akademikerschaft in Deutschland (Landesverbände Nordrhein und Westfalen)
- Evangelische Frauenhilfe in Deutschland (Landesverbände Rheinland und Westfalen)
- Frauenbeirat des Landessportbundes Nordrhein-Westfalen
- Frauen-Union der CDU-NRW
- Landesarbeitsgemeinschaft Lesben in NRW
- Katholischer Deutscher Frauenbund (Landesverbände Rheinland und Westfalen)
- Kolpingwerk (Landesverband Nordrhein-Westfalen)
- Liberale Frauen (Landesverband Nordrhein-Westfalen)
- Sozialdienst katholischer Frauen
- Sozialverband Deutschland Nordrhein-Westfalen
- Verband berufstätiger Mütter
- Zonta International

## Mitgliedschaft
Als Landesfrauenrat ist der FrauenRat NRW selbst Mitglied der Konferenz der Landesfrauenräte (KLFR).